# Johann Caspar Borchmann
Johann Caspar Borchmann (auch: Johann Kaspar Borgmann, * vor 1669 vermutlich in Berlin; † 9. November 1736 in Celle) war ein deutscher Hofarchitekt und herzoglicher Oberlandbaumeister.

## Leben
Johann Caspar Borchmann durchlief eine Ausbildung in Berlin, wo er auch seine ersten Berufsjahre absolvierte. Im Jahr der Geburt seines Sohnes Johann Friedrich Borchmann wirkte er – als Nachfolger von Johann Friedrich de Münter – von 1696 bis 1724 als Hofarchitekt in Celle, unterbrochen durch Studienreisen von 1696 bis 1697 nach Dresden und von 1699 bis 1700 nach Paris.
Als Hofarchitekt hatte Borchmann die Oberleitung für die Bauten im Herzogtum Lüneburg inne, ab 1703 auch für das Herzogtum Lauenburg. Von seinen zahlreichen Bauten, darunter zahlreiche Herrenhäuser im ländlichen Raum, gilt das Schloss für Andreas Gottlieb von Bernstorff in Gartow als sein Hauptwerk.

## Bekannte Werke (Auswahl)
- ab 1700: Schloss Gartow[1]

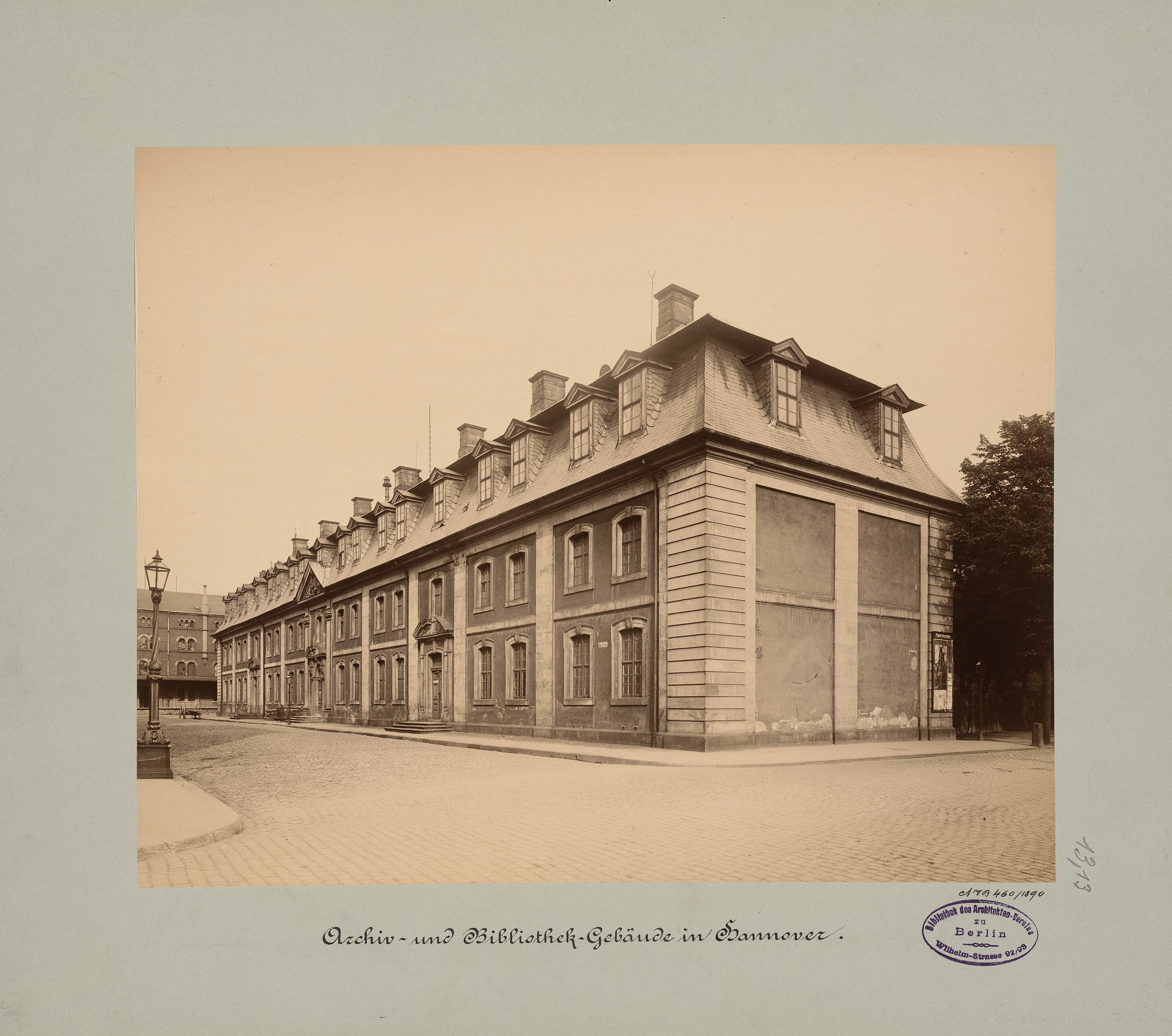
1890: Das Königlich Hannoversche Archiv- und Bibliotheksgebäude kurz seiner Aufstockung;
Bibliothek des Architekten-Vereins zu Berlin

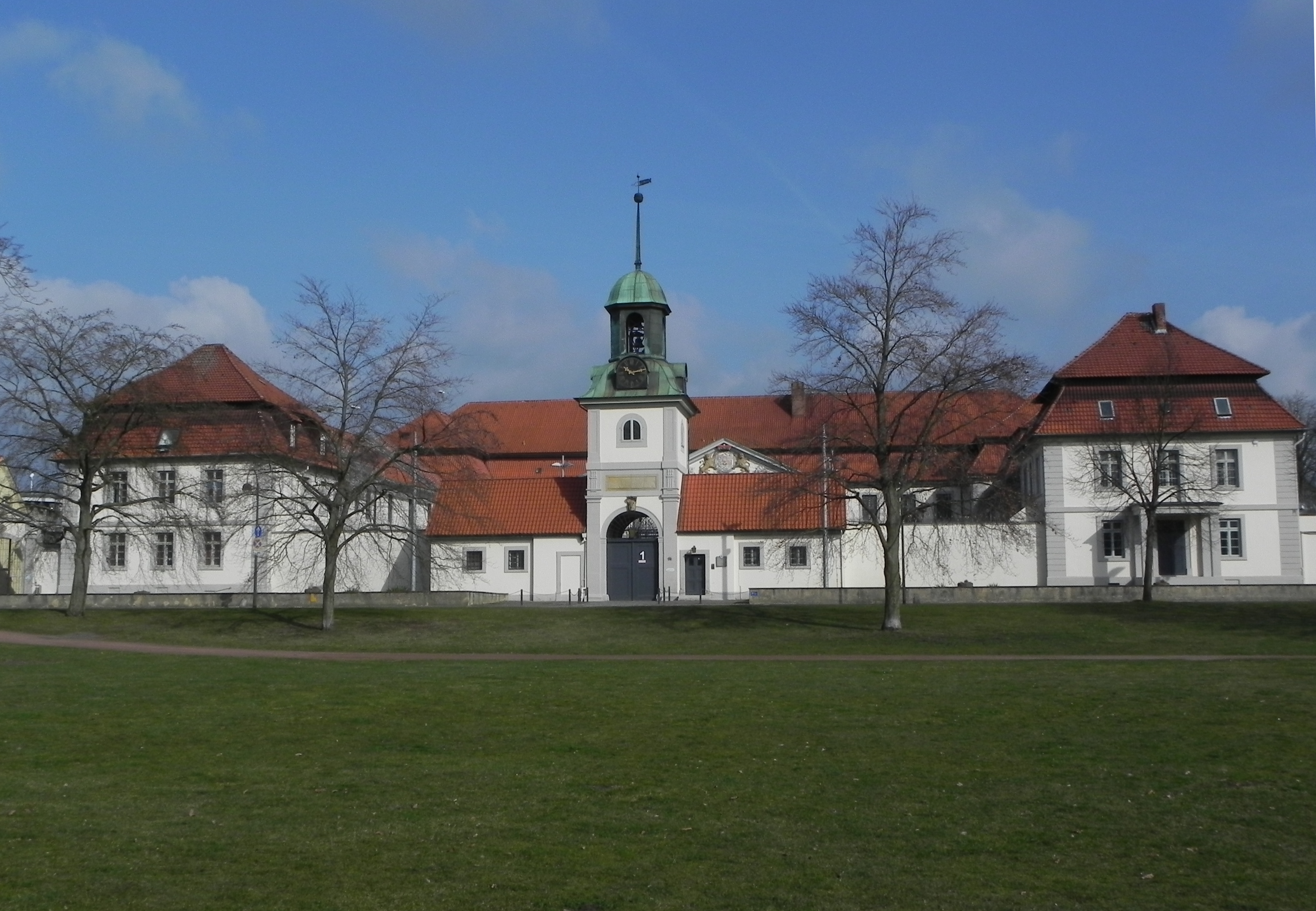
Zuchthaus Celle, bis 1729 erbaut

- vor 1711: Vorentwurf für den Bau der katholischen Kirche St. Clemens in der Calenberger Neustadt[2]
- von 1713 bis 1719/21, gemeinsam mit Brand Westermann und Johann Christian Böhm: Ausführung und vermutlich auch der Plan für das Staatsarchiv,[1] zugleich der letzte Staatsbau vor der Übersiedelung von König Georg I. nach Großbritannien[2]
- ab 1721, gemeinsam mit „Klosterbaumeister Wolters“: Erweiterung des bereits 1703/04 als zweigeschossig errichteten „Abtissinnenflügels“ im Osten des Konventgebäudes des Klosters Marienwerder[2]
- bis 1729: Zuchthaus Celle[1]

Außerdem entwarf Borchmann zahlreiche ländliche Herrensitze.